# Unciella flagrantis
Unciella flagrantis es una especie de polilla de la familia Noctuidae (las polillas del búho). Se encuentra en América del Norte.
El número MONA o de Hodges para Unciella flagrantis es 10112.